# Затопление Флота открытого моря
Затопление Флота открытого моря произошло 21 июня 1919 года в бухте Скапа-Флоу на Оркнейских островах. После поражения Германии в Первой мировой войне немецкие моряки решили затопить свои корабли, чтобы они не достались победителям.

## Интернирование Флота открытого моря

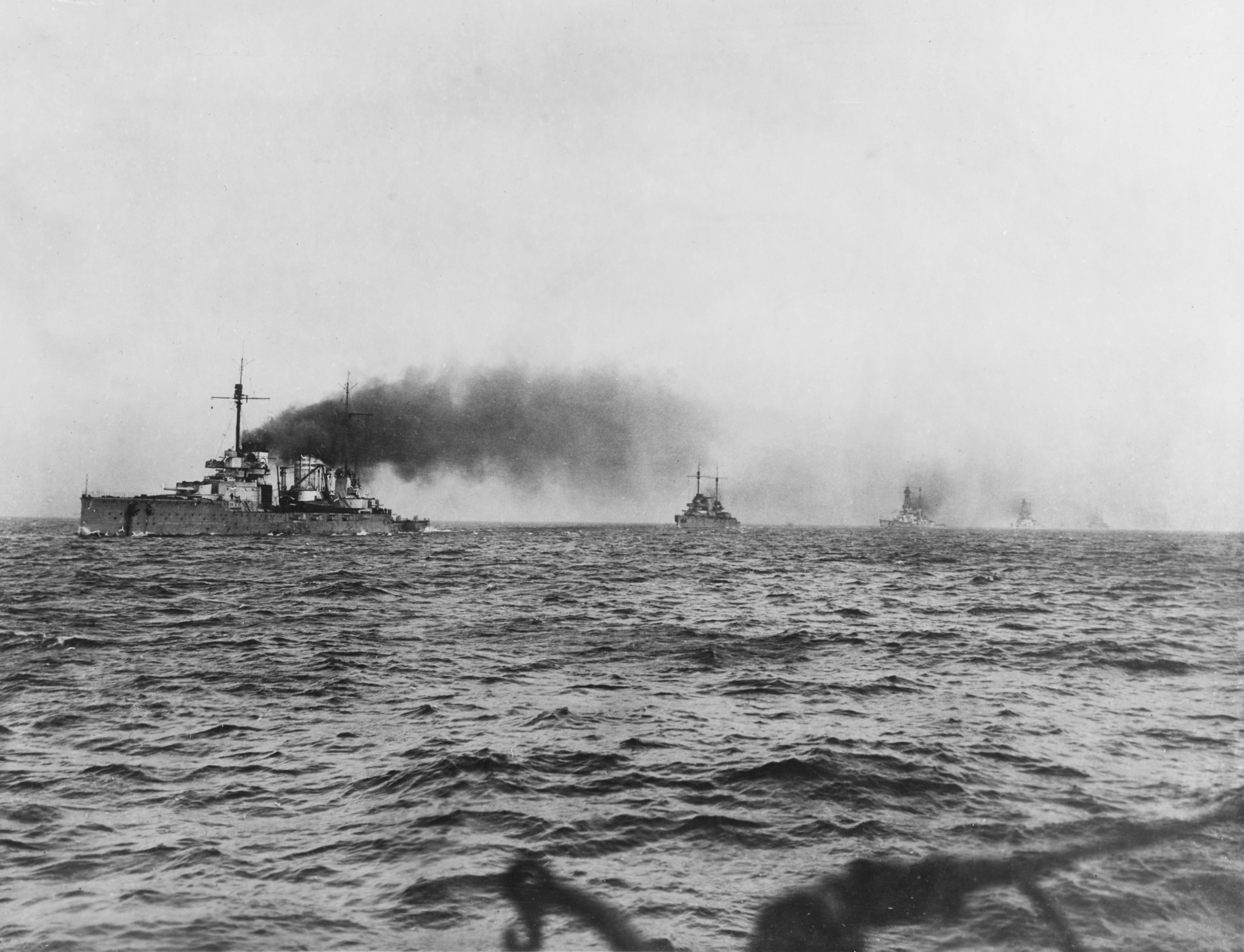
Строй германских линейных крейсеров держит курс в Скапа-Флоу, 21 ноября 1918.

По условиям завершившего Первую мировую войну перемирия, заключённого 11 ноября 1918 года между Германией и странами Антанты, немецкий Флот открытого моря подлежал интернированию. Но, поскольку ни одна нейтральная страна не взяла на себя ответственность за его содержание, германские корабли были отконвоированы на главную базу британского флота — в бухту Скапа-Флоу. Корабли прибыли туда между 25 и 27 ноября 1918 года и содержались более полугода, ожидая, пока победители решат их судьбу. На судах были оставлены немецкие экипажи, командующим был назначен немецкий контр-адмирал Людвиг фон Ройтер, англичане не поднимались на борт немецких кораблей без его разрешения.
В преддверии окончания срока перемирия и подписания Версальского договора фон Ройтер не без оснований опасался передачи германского флота союзникам. Чтобы не допустить этого, немецкие моряки решили затопить свои корабли.

## Затопление немецких кораблей
Немцы тщательно подготовились к затоплению кораблей, при том, что исполнение этого замысла сопровождалось известными трудностями. Для того, чтобы немецкие моряки не могли нарушить условий перемирия (например, попытавшись сбежать в нейтральную Норвегию), англичане держали в Скапа-Флоу эскадру линкоров и множество сторожевых кораблей. Радиостанции с немецких кораблей были убраны, перемещаться с корабля на корабль морякам запрещалось, однако немцам удалось наладить связь через английское судно, перевозившее почту. Большая часть экипажей немецких кораблей была вывезена в Германию, чтобы облегчить оставшимся эвакуацию с тонущих судов. Дата затопления флота была выбрана заранее — 21 июня, предполагаемый день подписания Версальского договора. Незадолго до этого фон Ройтеру стало известно, что подписание договора откладывается на два дня, но он решил не тянуть с задуманным, тем более что ничего не подозревавшие о его замысле англичане утром 21 июня увели эскадру линкоров на учения.
21 июня 1919 года в 10 часов 30 минут фон Ройтер подал заранее условленный сигнал. Экипажи подняли на кораблях германские военно-морские флаги и открыли кингстоны, заклинив их. В течение 5 часов были затоплены 10 линкоров, 5 линейных крейсеров, 5 легких крейсеров и 32 эскадренных миноносца. Один линейный корабль («Баден»), 3 легких крейсера («Эмден», «Нюрнберг» и «Франкфурт») и 14 миноносцев были выброшены на мель англичанами, успевшими вмешаться и довести корабли до мелководья. Только 4 миноносца остались на плаву. Англичанам было трудно помешать затоплению кораблей, так как они ничего не знали заранее. Они обстреливали тонущие корабли, поднимались на них, требуя у немцев закрыть кингстоны, пытались сделать это сами. Девять немецких моряков погибли в схватках на борту (включая капитана линейного корабля «Маркграф» Шуманна) или были застрелены в шлюпках. Они стали последними жертвами Первой мировой войны.

## Последствия
Англичане и французы были разозлены тем, что немецкий флот затонул. Поскольку фон Ройтер и его подчинённые нарушили условия перемирия, они были объявлены военнопленными. Однако английский адмирал Уэмисс заметил:

Я смотрю на затопление как на подлинный дар небес. Он снял болезненный вопрос о разделе германских кораблей. Полагаю, что сначала будет много воплей, но когда станут известны факты, всякий подумает, как я: «Слава Богу».

После возвращения из плена в январе 1920 г. контр-адмирал фон Ройтер был встречен на родине как герой, защитивший честь ВМС Германии.
Однако последствия непосредственно для Германии оказались весьма тяжелыми. Стоимость кораблей была пересчитана и добавлена к сумме репараций, наложенных державами-победительницами на Германию. Таким образом, акт затопления принес моральное удовлетворение, но ухудшил финансовое состояние жителей Германии.
Затопленные германские корабли стали наиболее известным «источником» низкофоновой стали.

## Список кораблей флота Открытого моря, находившихся в Скапа-Флоу
| Название             | Тип              |                  | Судьба                                                    |
| -------------------- | ---------------- | ---------------- | --------------------------------------------------------- |
| Seydlitz             | Линейный крейсер | Затоплен         | Поднят в 1929                                             |
| Moltke               | Линейный крейсер | Затоплен         | Поднят в 1927                                             |
| Von der Tann         | Линейный крейсер | Затоплен         | Поднят в 1930                                             |
| Derfflinger          | Линейный крейсер | Затоплен         | Поднят в 1939                                             |
| Hindenburg           | Линейный крейсер | Затоплен         | Поднят в 1930                                             |
| Kaiser               | Линкор           | Затоплен         | Поднят в 1929                                             |
| Prinzregent Luitpold | Линкор           | Затоплен         | Поднят в 1929                                             |
| Kaiserin             | Линкор           | Затоплен         | Поднят в 1936                                             |
| Friedrich der Grosse | Линкор           | Затоплен         | Поднят в 1937                                             |
| König Albert         | Линкор           | Затоплен         | Поднят в 1935                                             |
| König                | Линкор           | Затоплен         | Не поднят                                                 |
| Großer Kurfürst      | Линкор           | Затоплен         | Поднят в 1933                                             |
| Kronprinz            | Линкор           | Затоплен         | Не поднят                                                 |
| Markgraf             | Линкор           | Затоплен         | Не поднят                                                 |
| Baden                | Линкор           | Выброшен на мель | Передан Великобритании, потоплен в качестве мишени в 1921 |
| Bayern               | Линкор           | Затоплен         | Поднят в 1933                                             |
| Brummer              | Крейсер          | Затоплен         | Не поднят                                                 |
| Bremse               | Крейсер          | Затоплен         | Поднят в 1929                                             |
| Dresden              | Крейсер          | Затоплен         | Не поднят                                                 |
| Cöln                 | Крейсер          | Затоплен         | Не поднят                                                 |
| Karlsruhe            | Крейсер          | Затоплен         | Не поднят                                                 |
| Nürnberg             | Крейсер          | Выброшен на мель | Передан Великобритании, потоплен в качестве мишени в 1922 |
| Emden                | Крейсер          | Выброшен на мель | Передан Франции, разобран в 1926                          |
| Frankfurt            | Крейсер          | Выброшен на мель | Передан США, потоплен в качестве мишени в 1921            |
| S32                  | Эсминец          | Затоплен         | Поднят в 1925                                             |
| S36                  | Эсминец          | Затоплен         | Поднят в 1925                                             |
| G38                  | Эсминец          | Затоплен         | Поднят в 1924                                             |
| G39                  | Эсминец          | Затоплен         | Поднят в 1925                                             |
| G40                  | Эсминец          | Затоплен         | Поднят в 1925                                             |
| V43                  | Эсминец          | Выброшен на мель | Передан США, потоплен в качестве мишени в 1921            |
| V44                  | Эсминец          | Выброшен на мель | Передан Великобритании, разобран в 1922                   |
| V45                  | Эсминец          | Затоплен         | Поднят в 1922                                             |
| V46                  | Эсминец          | Выброшен на мель | Передан Франции, разобран в 1924                          |
| S49                  | Эсминец          | Затоплен         | Поднят в 1924                                             |
| S50                  | Эсминец          | Затоплен         | Поднят в 1924                                             |
| S51                  | Эсминец          | Выброшен на мель | Передан Великобритании, разобран в 1922                   |
| S52                  | Эсминец          | Затоплен         | Поднят в 1924                                             |
| S53                  | Эсминец          | Затоплен         | Поднят в 1924                                             |
| S54                  | Эсминец          | Затоплен         | Поднят в 1921                                             |
| S55                  | Эсминец          | Затоплен         | Поднят в 1924                                             |
| S56                  | Эсминец          | Затоплен         | Поднят в 1925                                             |
| S60                  | Эсминец          | Выброшен на мель | Передан Японии, разобран в 1922                           |
| S65                  | Эсминец          | Затоплен         | Поднят в 1922                                             |
| V70                  | Эсминец          | Затоплен         | Поднят в 1924                                             |
| V73                  | Эсминец          | Выброшен на мель | Передан Великобритании, разобран в 1922                   |
| V78                  | Эсминец          | Затоплен         | Поднят в 1925                                             |
| V80                  | Эсминец          | Выброшен на мель | Передан Японии, разобран в 1922                           |
| V81                  | Эсминец          | Выброшен на мель | Затонул по пути на разборку                               |
| V82                  | Эсминец          | Выброшен на мель | Передан Великобритании, разобран в 1922                   |
| V83                  | Эсминец          | Затоплен         | Поднят в 1923                                             |
| V86                  | Эсминец          | Затоплен         | Поднят в 1925                                             |
| V89                  | Эсминец          | Затоплен         | Поднят в 1922                                             |
| V91                  | Эсминец          | Затоплен         | Поднят в 1924                                             |
| G92                  | Эсминец          | Выброшен на мель | Передан Великобритании, разобран в 1922                   |
| G101                 | Эсминец          | Затоплен         | Поднят в 1926                                             |
| G102                 | Эсминец          | Выброшен на мель | Передан США, потоплен в качестве мишени в 1921            |
| G103                 | Эсминец          | Затоплен         | Поднят в 1925                                             |
| G104                 | Эсминец          | Затоплен         | Поднят в 1926                                             |
| B109                 | Эсминец          | Затоплен         | Поднят в 1926                                             |
| B110                 | Эсминец          | Затоплен         | Поднят в 1925                                             |
| B111                 | Эсминец          | Затоплен         | Поднят в 1926                                             |
| B112                 | Эсминец          | Затоплен         | Поднят в 1926                                             |
| V125                 | Эсминец          | Выброшен на мель | Передан Великобритании, разобран в 1922                   |
| V126                 | Эсминец          | Выброшен на мель | Передан Франции, разобран в 1925                          |
| V127                 | Эсминец          | Выброшен на мель | Передан Японии, разобран в 1922                           |
| V128                 | Эсминец          | Выброшен на мель | Передан Великобритании, разобран в 1922                   |
| V129                 | Эсминец          | Затоплен         | Поднят в 1925                                             |
| S131                 | Эсминец          | Затоплен         | Поднят в 1924                                             |
| S132                 | Эсминец          | Выброшен на мель | Передан США, затоплен в 1921                              |
| S136                 | Эсминец          | Затоплен         | Поднят в 1925                                             |
| S137                 | Эсминец          | Выброшен на мель | Передан Великобритании, разобран в 1922                   |
| S138                 | Эсминец          | Затоплен         | Поднят в 1925                                             |
| H145                 | Эсминец          | Затоплен         | Поднят в 1925                                             |
| V100                 | Эсминец          | Выброшен на мель | Передан Франции, разобран в 1921                          |